# Scotiabank Centre
Le Scotiabank Centre (anciennement Halifax Metro Centre de 1978 à 2014) est une salle omnisports située dans le centre-ville d'Halifax en Nouvelle-Écosse. L'édifice est le voisin du Centre des congrès et de commerce mondial (World Trade and Convention Centre), au pied de la colline de la Citadelle d'Halifax. Inauguré en 1978, c'est le plus grand aréna des Maritimes. Dans les années 90, des rénovations ont été effectués afin de moderniser le Scotiabank Centre : on a construit 43 loges et 11 loges exécutives. En 2002-03, en vue du championnat mondial de hockey junior, le centre s'est doté d'un tableau avec écrans géants LED.

## Événements

### Événements sportifs
- octobre 2024 : Skate Canada 2024
- décembre 2022: Championnat du monde de hockey junior masculin
- mai 2008 : Championnat du monde de hockey masculin (conjointement avec Québec)
- janvier 2007 : Partie des Étoiles de la American Basketball Association (ABA)
- 2007 : Championnats du monde de crosse en enclos
- octobre 2004 : Skate Canada 2004
- avril 2004 : Championnat du monde féminin de hockey sur glace
- 2004 : Tournoi des moins de 21 ans de la Fédération International de Basketball
- 2003 : Nokia Brier de curling masculin
- janvier 2003 : Championnat du Monde de hockey junior (conjointement avec Sydney au Cap-Breton)
- mai 2000 : Tournoi de la Coupe Memorial
- février 1999 : Championnats des quatre continents de patinage artistique 1999
- novembre 1997 : Skate Canada 1997
- 1995 : Labatt Brier de curling masculin
- 1992 : tournoi de curling féminin des Cœurs Scotties
- mars 1990 : Championnats du monde de patinage artistique 1990
- octobre 1983 : Skate Canada 1983
- 1981 : Labatt Brier de curling masculin

### Événements culturels

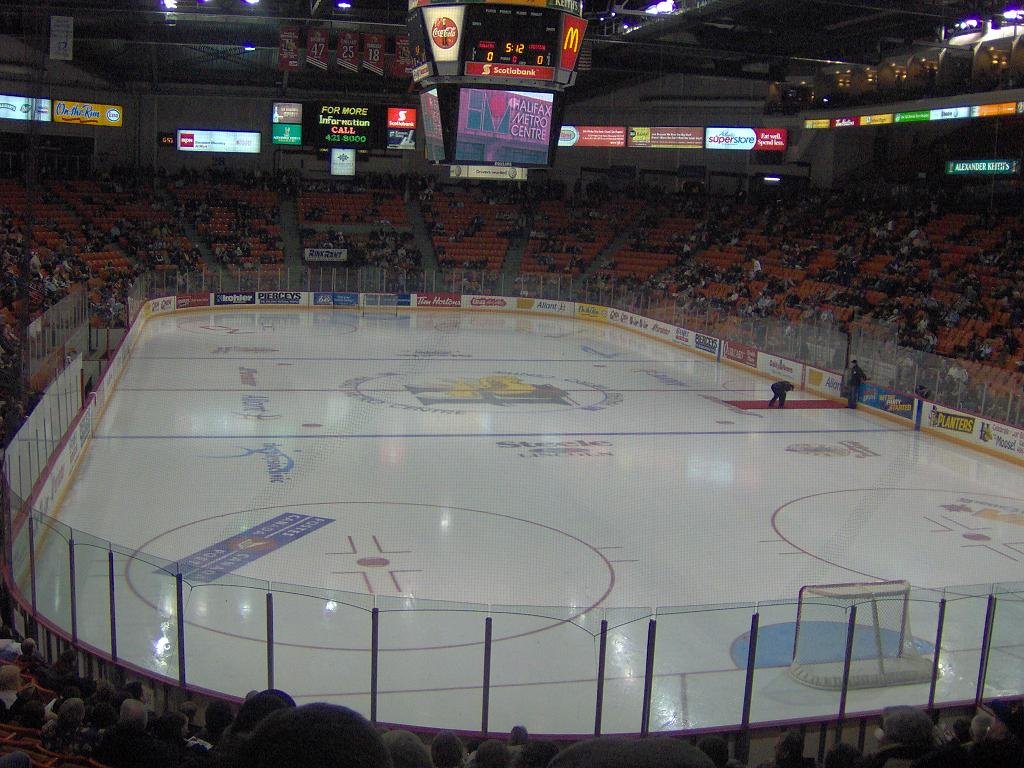
L'intérieur du Scotiabank Centre

- 2 avril 2006 : Juno Awards

spectacles
| - 50 Cent - Akon - Alice Cooper - Aerosmith - Barenaked Ladies - Sarah Brightman - Garth Brooks - Bill Clinton - Coldplay - Bill Cosby - Black Eyed Peas - Bob Dylan - Cher - Céline Dion - Dixie Chicks - George Carlin - Goo Goo Dolls | - Everclear - Great Big Sea - Green Day - Guns N' Roses - Hilary Duff - Iron Maiden - Alan Jackson - Avril Lavigne - Rihanna - Sarah McLachlan - Simple Plan - Live - Jeff Martin - James Brown - Metallica - Alanis Morissette - Mötley Crüe - Nickelback | - Our Lady Peace - Ozzy Osbourne - Dolly Parton - Pearl Jam - Kenny Rogers - Slayer - Sleater-Kinney - Snoop Dogg - Sum 41 - Rush - Paul Simon - Stars on Ice - Tina Turner - Trailer Park Boys - The Tragically Hip - Triumph - "Weird Al" Yankovic | - Michael Bublé - Van Halen - Billy Talent |

### Autres événements
- 1995 : Sommet du G7
- 1979 : Croisade de Billy Graham

## Faits particuliers
- Le centre a été construit plus profondément que la moyenne dans le sol afin de compenser pour l'élévation.
- On peut voir les voitures, au niveau de la rue, à l'extérieur tout en regardant un événement.